# 학교 종

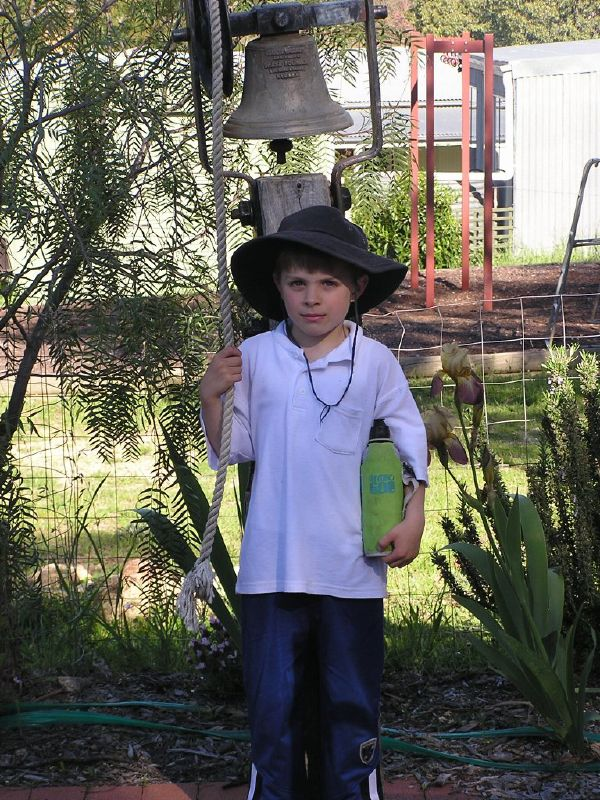
학교 종을 치는 소년

학교 종은 학교에서 한 교시가 끝날때마다 치는 종이다. 예전에는 직접 종을 쳤지만, 요즘은 기계로 나온다.